# Periféria (hardver)
A periféria olyan számítógépes hardver, mellyel egy gazdaszámítógép képességeit lehet bővíteni. A fogalom szűkebb értelemben használva azon eszközökre értendő, amelyek opcionális természetűek, szemben azokkal, melyekre vagy minden esetben szükség van, vagy elengedhetetlenek azért, hogy a számítógép működőképes legyen.
A fogalmat eredetileg azokra az eszközökre alkalmazták, melyek külsőleg csatlakoztak a gazdagéphez, jellemzően egy interfészen keresztül. Tipikus példa a joystick, a nyomtató és a lapolvasó. 
A periféria szó alap jelentése környék, külváros, külterület, központtól távol eső. Jelenti azt is, hogy egy témától távol eső, kevésbé fontos, mellékes. A peri- görög előtag jelentése körül, mellett, körbe(vesz).

Az eszközök, perifériák működtetéséhez a számítógépnek speciális, úgynevezett eszközmeghajtó (driver) programra van szüksége, amely biztosítja az eszköz operációs rendszerhez való illesztését, ezen keresztül a lehetőségeknek megfelelően szabványos kezelését.

## Perifériák listája
- Háttértárak
  - Cserélhető (hordozható médiára ír/olvas)
    - CD
      - CD-ROM
      - CD-RW
      - CD-R

    - DVD
      - DVD-ROM
      - DVD-RW
      - DVD-R

    - Pendrive
    - Szalagos meghajtó

  - Elavult eszközök:
    - Lyukszalag
    - Lyukkártya
    - Hajlékonylemezes meghajtó (floppy disk drive)Elavult kézi lyukkártya lyukasztó gép 

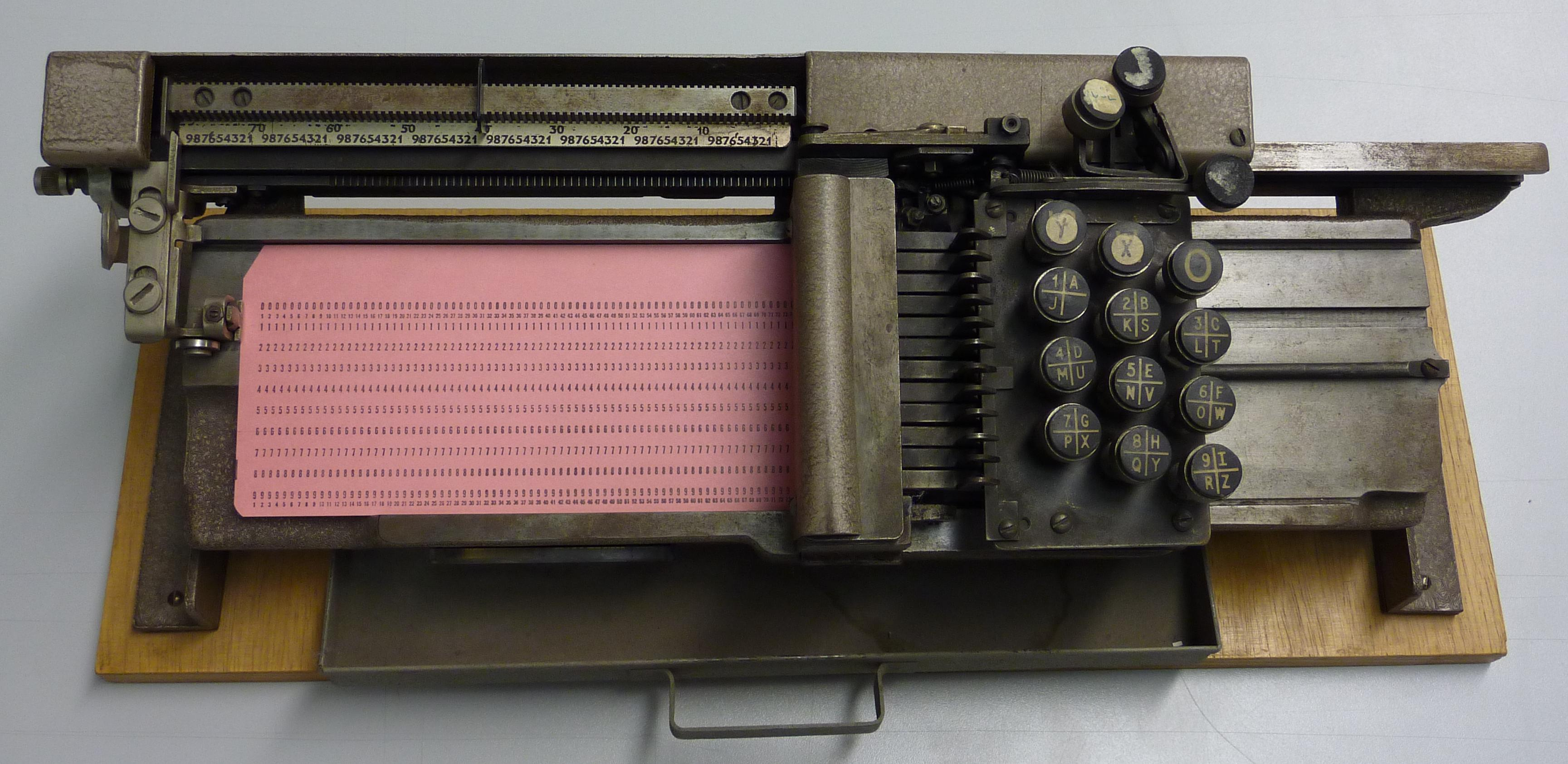
Elavult kézi lyukkártya lyukasztó gép

  - Belső
    - Merevlemez
    - RAID
- Bemenet
  - Manuális
    - Billentyűzet
    - Mutató eszközök
      - Egér
      - Trackball
      - Fényceruza – Light Pen

    - Botkormány
    - Gamepad
    - Kormány
    - Érintőképernyő
    - Joypad
    - Mikrofon

  - Lapolvasó
  - Komputer terminál
  - Számítógépes beszédfelismerés
  - Webkamera
  - Digitalizáló tábla
  - Vonalkód olvasó
- Kimenet
  - Nyomtató
    - Plotter
    - Nyomtató
    - Braille embosser

  - Hang
    - Computer speech synthesis
    - Hangkártya
    - Hangszóró

  - Vizuális
    - Grafikus kártya
    - Monitor

  - Refreshable Braille display
- Hálózati eszközök
  - Modem
  - Hálózati kártya
  - USB
  - WLAN
  - GSM